# Rockstar Consortium
Rockstar Consortium Inc. (ранее Rockstar Bidco) — организация для монетизации патентов, основанная консорциумом, включающим Apple и Microsoft для выкупа патентов обанкротившейся  в 2009 году компании Nortel. В консорциум также входят BlackBerry, Ericsson и Sony.
Rockstar  выкупила патенты Нортел на аукционе за $4,5 миллиарда долларов США (Нью-Йорк, июнь 2011).
В 2012 году издание Business Insider поставила Rockstar на третье место в списке 8 наиболее грозных патентных троллей в индустрии. Журнал Wired отметил, что тролль обладает более чем 4 тысячами патентов.
В октябре 2013 года Rockstar инициировал судебные разбирательства против восьми компаний, в том числе Google, Huawei, Samsung и других производителей телефонов на Android, включая Asus, HTC, LG Electronics, Pantech и ZTE.
В декабре Google подала встречный иск против Rockstar.
В декабре 2014 года Rockstar объявил о продаже всех своих патентов корпорации RPX за 900 миллионов $, завершив одновременно с этим все иски против всех участников Open Handset Alliance.